# Antônio de Sousa Neto
Antônio de Sousa Neto (Rio Grande, 11 februari 1801 - Corrientes, 2 juli 1866) was een Braziliaans politicus en militair.
Hij was een van de kopstukken van de separatisten van Rio Grande do Sul in de Farroupilha-opstand tegen de keizerlijke troepen van Brazilië. Na de Slag om Ceibal kondigde hij de onafhankelijkheid van de Republiek Piratini af.
Na de oorlog verhuisde hij naar Uruguay, waar hij tijdens de Uruguayaanse Oorlog meestreed bij de belegering van Paysandú. Tijdens de Oorlog van de Drievoudige Alliantie raakte hij in de Slag om Tuyutí zwaargewond. Op 2 juli 1866 stierf hij in een ziekenhuis in Corrientes aan de gevolgen hiervan.
Zijn graf bevindt zich in Bagé.
Het leven van deze persoon staat centraal in de film Netto Perde sua Alma (letterlijk: Netto — oude spelling van 'Neto' — verliest zijn ziel), met onder anderen de acteurs Tiago Real, Werner Schünemann, Anderson Simões, Lisa Becker en Leticia Liesenfeld.
- Library of Congress Control Number: no2014151483
- Nationale Bibliotheek van Israël: 987010650088005171
- Virtual International Authority File: 312881911
- WorldCat: E39PBJgCJCDb6vWDBHP9fDCfbd